# 2. etape af Tour de France 2007
Anden etape af Tour de France 2007 blev kørt mandag d. 9. juli og gik fra Dunkirk til Ghent. (begge i Belgien).
Ruten var 168.5 km. lang og havde ingen indlagte bjergspurter og betegnes derfor som en meget flad etape
- Etape: 2
- Dato: 9. juli
- Længde: 168,5 km
- Danske resultater:

164. Michael Rasmussen + 0:00
- Gennemsnitshastighed:

## Sprint og bjergpasseringer

### 1. sprint (Boezinge)
Efter 45 km
| Vinder | Cédric Hervé   | 6p, 6s |
| 2.     | Rubén Pérez    | 4p, 4s |
| 3.     | Marcel Sieberg | 2p, 2s |

### 2. sprint (Westende)
Efter 81,5 km
| Vinder | Marcel Sieberg | 6p, 6s |
| 2.     | Cédric Hervé   | 4p, 4s |
| 3.     | Rubén Pérez    | 2p, 2s |

### 3. sprint (Aarsele)
Efter 140 km
| Vinder | Rubén Pérez    | 6p, 6s |
| 2.     | Cédric Hervé   | 4p, 4s |
| 3.     | Marcel Sieberg | 2p, 2s |

## Resultatliste
|    | Navn               | Land       | Hold               | Tid     |
| -- | ------------------ | ---------- | ------------------ | ------- |
| 1  | Gert Steegmans     | Belgien    | Quick Step         | 3:48.22 |
| 2  | Tom Boonen         | Belgien    | Quick Step         | + 0.00  |
| 3  | Filippo Pozzato    | Italien    | Liquigas           | + 0.00  |
| 4  | Robert Hunter      | Sydafrika  | Barloworld         | + 0.00  |
| 5  | Romain Feillu      | Frankrig   | Agritubel          | + 0.00  |
| 6  | Robbie McEwen      | Australien | Predictor-Lotto    | + 0.00  |
| 7  | Erik Zabel         | Tyskland   | Milram             | + 0.00  |
| 8  | Heinrich Haussler  | Tyskland   | Gerolsteiner       | + 0.00  |
| 9  | Óscar Freire       | Spanien    | Rabobank           | + 0.00  |
| 10 | Sébastien Chavanel | Frankrig   | Française des Jeux | + 0.00  |

- Wikimedia Commons har flere filer relateret til 2. etape af Tour de France 2007